# Eflornithin
Eflornithin (D,L-alpha-Difluormethyl-Ornithin, DFMO) ist ein enzymaktivierter, irreversibler Inhibitor der Ornithindecarboxylase. Der Arzneistoff wurde mit dem Ziel entwickelt, durch eine verringerte Polyaminsynthese, das Wachstum von Krebszellen und infektiösen Zellen zu verlangsamen. DFMO wirkt cytostatisch in Säugetierzellen/-organen und es wurde erfolgreich in der Behandlung der Schlafkrankheit eingesetzt, die durch Trypanosoma brucei gambiense verursacht wird. Darüber hinaus ist Eflornithin unter dem Handelsnamen Vaniqa zur Behandlung von unerwünschtem Haarwuchs (Hirsutismus) im Gesicht bei Frauen erhältlich.
In der Pädiatrischen Onkologie wird Eflornithin zur Behandlung von Hochrisiko-Neuroblastomen eingesetzt, einer Krebserkrankung, die vor allem Kleinkinder betrifft. In den USA ist der Arzneistoff seit Dezember 2023 zugelassen.

## Geschichte
Vor dem Hintergrund der begrenzten Wirksamkeit des Arzneistoffes wurde die Produktion jedoch in den 1990er Jahren eingestellt. Erst als Eflornithin in einem Anti-Bartwuchs-Mittel für Frauen auf den Markt kam, erwachte erneut das medizinische Interesse.
Der Konzern Sanofi-Aventis, durch Fusionen mittlerweile Rechteinhaber und die WHO einigten sich schließlich auf ein Programm, das Mittel wieder in Afrika einzusetzen.

## Wirkung
Eflornithin ist ein irreversibler Hemmstoff des Enzyms Ornithindecarboxylase (ODC), das die Umwandlung von Ornithin in Putrescin gefolgt von der Synthese der höheren Polyamine Spermidin und Spermin katalysiert, die ihrerseits an der Regulation von Zellwachstum und -differenzierung, auch im Haarfollikel, beteiligt sind.

### Hirsutismus
Dadurch wird z. B. die Bildung des Haares verlangsamt. Vaniqa ist zugelassen für Frauen mit unerwünschtem Haarwuchs (Hirsutismus) im Gesicht. Gemäß den Studien soll Vaniqa das Wachstum von Gesichtshaaren innerhalb von acht Wochen deutlich verlangsamen – vorausgesetzt die Creme wird zweimal täglich im Abstand von acht Stunden auf die gereinigte, trockene Haut aufgetragen, einmassiert und dort mindestens vier Stunden belassen. Für einen dauerhaften Erfolg ist eine Dauerbehandlung notwendig, da sich etwa acht Wochen nach Beendigung der Therapie der ursprüngliche Zustand wieder einstellt.
Die Wirksamkeit und Sicherheit wurde laut Fachinformation in zwei Studien mit knapp 600 Frauen mit exzessivem Haarwuchs im Gesicht über 24 Wochen getestet.
Resultat
- 6 % rein, fast rein
- 29 % deutliche Besserung
- 35 % Besserung
- 30 % keine Besserung/Verschlechterung

Im Vergleich dazu besserte sich bei ebenfalls einem Drittel der Haarwuchs auf Basis der Cremegrundlage. Als sehr häufige Nebenwirkung (>10 %) wurde eine im Allgemeinen leichte Akne festgestellt, häufig (1 % bis 10 %) traten Pseudofolliculitis barbae, Alopezie, Kribbeln, Juckreiz, Brennen, Stechen, trockene Haut, Hautrötung, -reizungen, -ausschlag und Follikulitis auf. Da Vaniqa keine Enthaarungscreme ist, ist eine herkömmliche Haarentfernung weiterhin notwendig. Allerdings sollen die Abstände zwischen den Haarentfernungen durch das verlangsamte Wachstum größer werden.

### Schlafkrankheit
Wegen seiner spezifischen Hemmung der ODC wirkt Eflornithin gegen den Erreger der Westafrikanischen Schlafkrankheit Trypanosoma brucei brucei. Der Zelltod wird auf eine verringerte Produktion des notwendigen zellulären Antioxidans Trypanothion zurückgeführt. Die Parasiten sterben, weil sie reaktive Sauerstoffradikale nur ungenügend eliminieren können. In Zellen von Trypanosoma brucei rhodesiense erneuert sich die ODC wesentlich schneller als in T.brucei gambiense und daher ist dort Eflornithin weniger wirksam.

### Pädiatrische Onkologie
Eflornithin wird aufgrund seiner hemmenden Wirkung auf die Ornithindecarboxylase (ODC) auch zur Behandlung von Patienten mit Hochrisiko-Neuroblastomen eingesetzt. Dazu wird es oral gegeben (Einnahme). Durch die Hemmung der ODC-Aktivität verhindert Eflornithin das Wachstum und die Vermehrung von Neuroblastomzellen und reduziert dadurch die Rückfallrate, die als Hauptursache für die langfristige Sterblichkeit von rund 50 % bei Hochrisiko-Neuroblastomen gilt.
Zulassungsstudien zeigen signifikante Verbesserungen sowohl beim ereignisfreien Überleben (EFS) als auch beim Gesamtüberleben (OS) bei Patienten, die Eflornithin erhielten. Das Risiko für Krankheitsprogression, Rückfall, Zweitkrebserkrankungen oder Tod (EFS) war in der Eflornithin-Gruppe um 52 % geringer. Zudem wurde das Sterberisiko aus jeglicher Ursache (OS) um 68 % reduziert.
Diese Ergebnisse führten im Dezember 2023 zur Zulassung von Eflornithin durch die Food and Drug Administration (FDA) zur Verringerung des Rückfallrisikos bei erwachsenen und pädiatrischen Patienten mit Hochrisiko-Neuroblastom, die zuvor erfolgreich eine multimodale Therapie einschließlich Anti-GD2-Immuntherapie abgeschlossen hatten. In Europa zog die Firma Norgine ihren Zulassungsantrag bei der Europäischen Arzneimittel-Agentur (EMA) zurück, nachdem sich abzeichnete, dass die EMA aufgrund einer unzureichenden Datenlage die Zulassung nicht empfehlen würde.

## Handelsnamen
- Eflornithin zur Behandlung des Hirsutismus ist in Deutschland, Österreich und der Schweiz unter dem Namen Vaniqa im Handel erhältlich.
- Das Elfornithin-Arzneimittel zur Behandlung von Hochrisiko-Neublastomen wird in den USA unter dem Namen Iwilfin vertrieben.[14]